# Ahmed Karahisari
Ahmed Karahisari (aussi transcript Ahmad, Ahmet Karahisar), né à Afyonkarahisar en Anatolie, était un maître de la calligraphie ottomane. De par ses innovations, il est considéré comme l'un des trois calligraphes ottomans les plus importants avec Cheikh Hamdullah et Hâfiz Osman. 
Karahisari se forma à Istanbul avec Cheikh Hamdullah et entra au service de la cour impériale de Soliman le Magnifique. Il continua cependant sa calligraphie dans la tradition du style abbasside de Yaqut al-Musta'simi, alors que de nombreux calligraphes de l’époque suivirent le style développé par Cheikh Hamdullah.
De par ses contributions, il se vit décerné le titre de Shams al-Dīn. 
Son fils adoptif, Hasan Çelebi (Cerkes Hasan Qelebi) a aussi promu le style de Karahisari.

## Postérité
La bibliothèque du musée du palais de Topkapı contient plusieurs de ses œuvres.
Sa tombe se trouve à Sütlüce et son épitaphe a été écrite par son fils adoptif.